# Jimmy Smith at the Organ, Volume 1
| Recensione | Giudizio |
| ---------- | -------- |
| AllMusic   | [ 2 ]    |

Jimmy Smith at the Organ, Volume 1 è un album discografico di Jimmy Smith (a nome The Incredible Jimmy Smith), pubblicato dalla casa discografica Blue Note Records nel febbraio del 1958.

## Tracce

### LP
Lato A
1. Summertime – 4:31 (George Gershwin)
2. There's a Small Hotel – 11:53 (Lorenz Hart, Richard Rodgers)

Lato B
1. All Day Long – 10:31 (Kenny Burrell)
2. Yardbird Suite – 8:57 (Charlie Parker)

## Musicisti
Summertime
- Jimmy Smith - organo
- Lou Donaldson - sassofono alto

There's a Small Hotel / All Day Long / Yardbird Suite
- Jimmy Smith - organo
- Lou Donaldson - sassofono alto (eccetto brano: There's a Small Hotel)
- Kenny Burrell - chitarra
- Art Blakey - batteria

Note aggiuntive
- Alfred Lion - produttore
- Rudy Van Gelder - ingegnere delle registrazioni
- Francis Wolff - foto copertina album originale
- Reid Miles - design copertina album originale
- Robert Levin - note retrocopertina album originale [3]